# Carlos Moisés
Carlos Moisés da Silva, mais conhecido como Carlos Moisés (Florianópolis, 17 de agosto de 1967), é um advogado, bombeiro militar e político brasileiro, filiado ao Republicanos. Foi governador de Santa Catarina entre 2019 e 2023. Foi afastado do cargo entre os dias 24 de outubro de 2020 e 27 de novembro de 2020, por conta de um processo de impeachment, do qual acabou inocentado. Foi novamente afastado da Chefia do Poder Executivo do Estado de Santa Catarina em 26 de março de 2021, por decisão do Tribunal Especial de Julgamento, que aceitou a abertura de um segundo processo de impeachment, do qual também foi inocentado, por um único voto, reassumindo o controle do governo catarinense no dia 7 de maio de 2021.
Nas eleições de 2018, candidatou-se ao cargo de governador de Santa Catarina, alcançando 29,72% dos votos válidos (1.071.406 votos) no primeiro turno, ficando em segundo lugar na disputa com Gelson Merisio, do PSD, que ficou em primeiro com 1.121.869 votos (31,12% dos válidos), e Mauro Mariani do MDB, que ficou em terceiro lugar e fora do segundo turno. Comandante Moisés foi eleito governador de Santa Catarina no segundo turno com o voto de mais de 70% do eleitorado.

## Biografia
Carlos Moisés, filho de Domingos da Silva e Irene da Silva, formou-se em Direito pela UNISUL, onde também concluiu mestrado em direito constitucional. Casou-se com Késia Martins da Silva, com quem teve duas filhas, Sarah e Raissa.
De 1987 até 1990, realizou o Curso de Formação de Oficiais da Academia da Polícia Militar de SC, passando a atuar no Corpo de Bombeiros Militar de Santa Catarina (CBMSC). Já trabalhou nas cidades de Florianópolis, Criciúma e Tubarão, sendo comandante da Unidade do Corpo de Bombeiros de Tubarão por 18 anos. Também atuou na Coordenadoria Regional de Defesa Civil no sul de SC, como corregedor-adjunto do Corpo de Bombeiros Militar de SC junto ao Comando-Geral e na Secretaria de Justiça e Cidadania, responsável pela prevenção de incêndios e pânico em unidades prisionais. Em 2016, Moisés chegou à patente de coronel e se aposentou dos Bombeiros com 48 anos.
Em julho de 2020, anunciou ser o oitavo governador brasileiro a contrair o COVID-19. 

### Trajetória política
Com mais de 29 anos no Corpo de Bombeiros, filiou-se ao PSL em 2018, iniciando como tesoureiro do partido e, logo depois, lançando-se como candidato ao governo de Santa Catarina, junto com a então candidata à vice-governadora Daniela Reinehr, advogada, também pelo PSL.
Na primeira pesquisa do Instituto Brasileiro de Opinião Pública e Estatística (IBOPE), registrou-se 1% das intenções de voto para o Comandante, atrás de Décio Lima (PT), Mauro Mariani (MDB), Gelson Merisio (PSD), Ângelo Castro (PCO), Ingrid Assis (PSTU) e Rogério Portanova (REDE).
Na última pesquisa do IBOPE antes da eleição, registrou 12% dos votos válidos, atrás de Mauro Mariani, Gelson Merisio e Décio Lima, que obtiveram 31%, 29% e 23%, respectivamente. No dia 7 de outubro de 2018 foi realizado o primeiro turno das eleições gerais no Brasil, e o Comandante Moisés alcançou a marca de 29,72% dos votos válidos contra 31,12% de Gelson Merisio e 23,21% de Mauro Mariani, indo ao segundo turno pelo governo de Santa Catarina. No dia 28 de outubro de 2018, Moisés venceu o candidato Gelson Merísio, obtendo 71,09% (2 644 179) dos votos válidos, elegendo-se governador do Estado de Santa Catarina.

## Governador de Santa Catarina
Eleito pelo Partido Social Liberal em 2018, Carlos Moisés assumiu o governo do estado em 1º de janeiro de 2019, sendo inicialmente apoiado por uma bancada pesselista na ALESC de 6 deputados – na ocasião, o segundo partido em número de parlamentares estaduais depois do MDB.

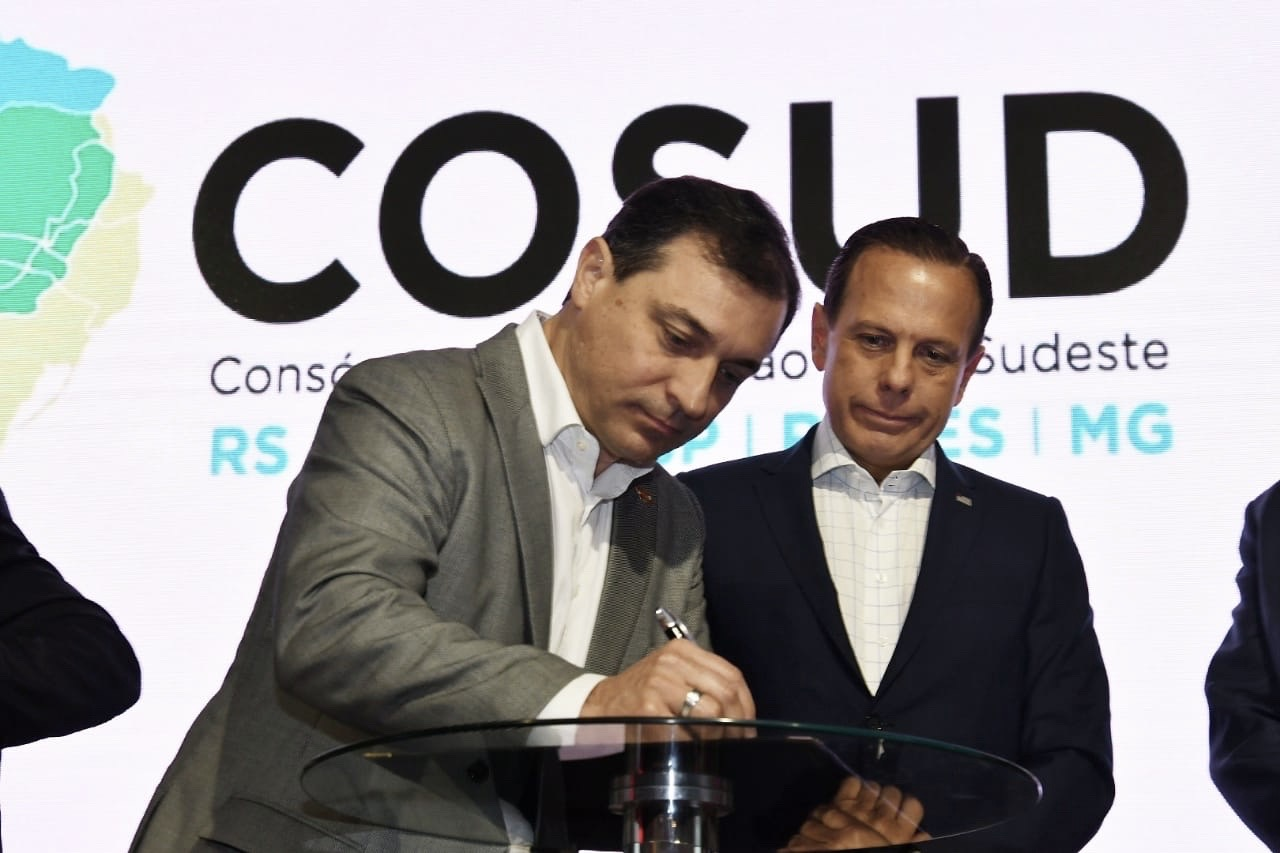
Governador Carlos Moisés (PSL) participa da 5ª reunião do COSUD. Ao seu lado, o governador de São Paulo, João Dória (PSDB).

No entanto, até a metade do primeiro ano de governo, as divisões internas no PSL começaram a aparecer. Quando da nomeação das secretarias, a atribuição da pasta da educação a Natalino Uggioni gerou conflito entre os deputados do PSL, que desejavam um nome mais ligado ao ideólogo Olavo de Carvalho. Pouco depois, em preparação às eleições de 2020, o secretário da Casa Civil Douglas Borba (ex-PP) convidou Joares Ponticelli (PP), importante figura da política catarinense, a ingressar no PSL e concorrer à prefeitura de Tubarão. O governador, por outro lado, favoreceu a posição do secretário Lucas Esmeraldino, que preteriu a filiação de Ponticelli em favor de Luciano Menezes.

### Reforma administrativa
Ainda em 2019, o jovem governo enviou à ALESC uma proposta de reforma administrativa, visando a redução de pouco mais de 2 000 cargos comissionados e de confiança através da dissolução de secretarias avaliadas como redundantes e incomunicáveis entre si, por exemplo, unificando a Fundação Catarinense de Cultura, a Fesporte e a Santur. O projeto estimava que a diminuição da máquina pública e a revisão de contratos reduziriam o déficit público de 2,5 para 1,2 bilhão de reais ainda em 2019. Contudo, a proposta também recebeu críticas, especialmente da classe política que reputou minimizada a importância da deliberação parlamentar sobre o projeto, afastando Executivo e Legislativo estaduais em nome de uma desarrazoada plataforma anti-política pela qual Moisés havia sido eleito.
A fim de dar andamento às suas reformas, a coalizão do governo Moisés na ALESC passou a incluir as bancadas do MDB (a mais numerosa), PL, PSDB e PDT. Com esse apoio na ALESC, sancionou o governador em junho a reforma administrativa, mas isso gerou o afastamento dos deputados mais bolsonaristas do PSL, como Ana Caroline Campagnoloe Jessé Lopes, que passaram a lhe fazer oposição. A movimentação política de Moisés também começa a alienar a extrema-direita em nível nacional ainda no primeiro ano de governo, recebendo fortes críticas do Presidente da República e de Eduardo Bolsonaro (PSL-SP) – lhe sendo inclusive imputada a pecha de comunista.

### Pandemia de COVID-19
Nos primeiros meses de 2020, Moisés concretizou a sua ruptura com o presidente Jair Bolsonaro (sem partido) – que a essa altura já se encontrava fora do PSL – ao condenar falas e comportamentos do presidente, através da assinatura de uma carta dos governadores brasileiros em solidariedade aos presidentes da Câmara dos Deputados e do Senado Federal, Rodrigo Maia (DEM-RJ) e Davi Alcolumbre (DEM-AP), em apoio à democracia. O relacionamento de Moisés com a vice-governadora, Daniela Reinehr (PSL), também se deteriorou na medida do afastamento com o presidente.

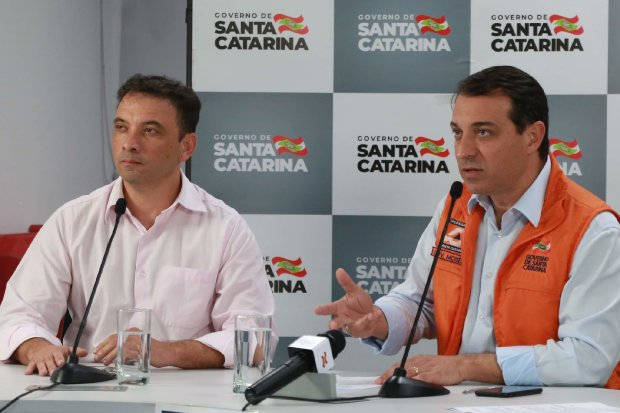
Coletiva de imprensa com o governador Carlos Moisés (PSL) durante a pandemia de coronavirus. Ao seu lado, o secretário estadual da saúde Helton Zeferino.

Posteriormente, quando a pandemia de COVID-19 chegou a Santa Catarina, o governador adotou uma postura favorável às recomendações sanitárias da Organização Mundial da Saúde, editando decretos restritivos à circulação e à mobilidade, no fito de conter as infecções virais e o abalroamento do sistema de saúde público catarinense. Entretanto, essa projeção foi absolutamente frontal à posição defendida pelo governo federal. Nova cisão com o presidente ocorreria quando, no fim de abril, Moisés convida o ex-Ministro da Justiça, Sergio Moro, para integrar a administração catarinense, após deixar o governo federal em um notório escândalo político.
A partir de maio, a estratégia de combate à pandemia conduzida pelo governo começou a ser muito criticada devido à sua gestão das licitações públicas para a compra de insumos e contratação de pessoal em caráter emergencial. O secretário da Casa Civil, Douglas Borba, foi particularmente acusado de favorecer as suas conexões na câmara de vereadores de Biguaçu para a construção do hospital de campanha 'Mahatma Gandhi'. Também foi objeto de especulações o alto valor de compra desses materiais.

### Primeiroimpeachment
Diante desses fatos, uma série de pedidos de impeachment passa a ser protocolada na Assembléia Legislativa, além de ser instalada uma comissão parlamentar de inquérito para investigar a compra de 200 respiradores por 33 milhões de reais, com pagamento antecipado e sem garantia de entrega. O clima na ALESC começa a pressionar demasiadamente o governo e sucedeu-se a demissão de vários secretários estaduais, dentre eles Helton Zeferino e Douglas Borba.

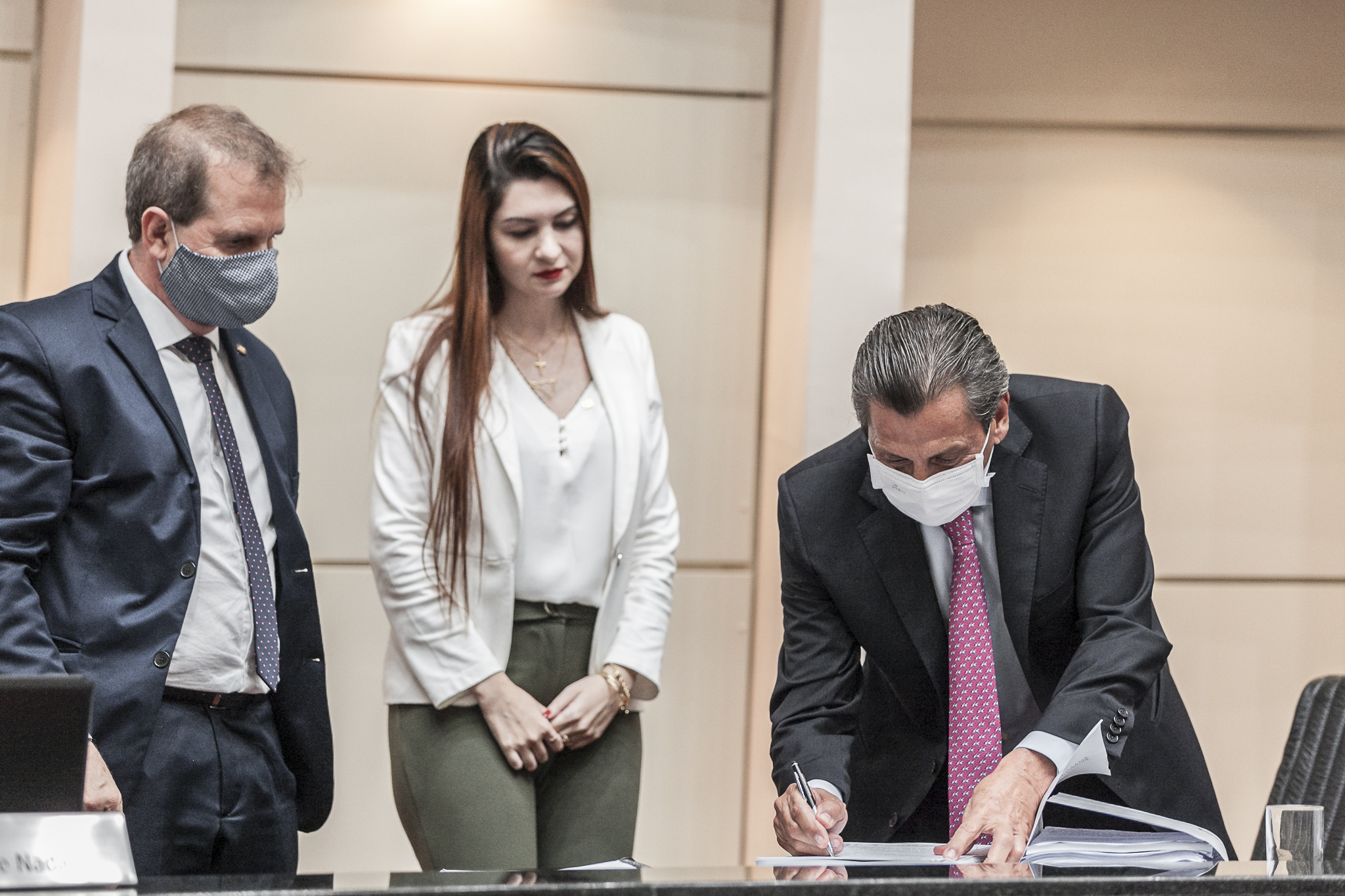
Deputados Maurício Eskudlark (PL) e Ana Caroline Campagnolo (PSL) entregam pedido de impeachment do governador ao presidente da Assembléia Legislativa, Julio Garcia (PSD) em maio de 2020.

Em julho, o presidente da Assembleia Legislativa, Júlio Garcia (PSD), deu prosseguimento ao pedido de impeachment protocolado pelo defensor público estadual Ralf Zimmer, fundamentado na imputação de crime pela concessão de aumento a procuradores do Estado sem consulta ao Legislativo. O aumento foi de R$ 30 mil para R$ 35 mil a 161 servidores, o que representa um gasto mensal de R$ 767 mil.
Apesar de a defesa do governador insistir que a tramitação da CPI dos Respiradores foi mal conduzida, e que nunca houve pagamento antecipado na compra indigitada, o relatório final redigido pelo deputado Ivan Naatz (PL) sugeriu a abertura de um novo processo de impeachment contra Carlos Moisés. Além disso, os integrantes da CPI apresentaram recomendações para melhorar a fiscalização e evitar possíveis fraudes em compras e licitações, como o fortalecimento da Controladoria-Geral do Estado e da Secretaria Executiva de Integridade e Governança.
Em outubro, enquanto o governador foi afastado do cargo pelo período de 34 dias até seu julgamento final no Tribunal de Justiça de Santa Catarina, já começavam na ALESC os preparativos para a abertura de um segundo processo de impeachment, desta vez fundamentado na compra dos respiradores – ainda que as investigações da Polícia Federal já tivessem emitido parecer conclusivo pela inexistência de indícios de crimes cometidos pelo governador e sua administração. O prosseguimento da 2ª denúncia contra Moisés foi aprovado com ampla unanimidade, havendo oposição apenas de dois deputados (sobre 40): a deputada Ana Paula da Silva (PDT) e o deputado Cel. Onir Mocellin (PSL).
Mesmo assim, em 27 de novembro, o governador foi absolvido do cometimento de crime de responsabilidade por 6 votos a 3 no Tribunal de Justiça.

### Segundoimpeachment
Uma vez reinstituído ao cargo, Moisés anunciou mudanças na composição das secretarias estaduais, numa tentativa de dialogar mais com o parlamento estadual: a Casa Civil passou para Eron Giordani (PSD), que era até então o chefe de gabinete do deputado Julio Garcia (PSD); o jornalista Jefferson Douglas foi nomeado Secretário de Comunicação e Alisson de Bom de Souza regressou à Procuradoria-Geral do Estado, após seu afastamento pelo governo interino de Reinehr. Ademais, o ex-prefeito de Chapecó, Luciano Buligon (PSL) ficou com a secretaria do desenvolvimento e Luís Fernando Vampiro (MDB), com a secretaria de edução. Também na tentativa de facilitar a governabilidade, Carlos Moisés flexibilizou a sua política de restrições sanitárias para combater a pandemia de COVID-19.

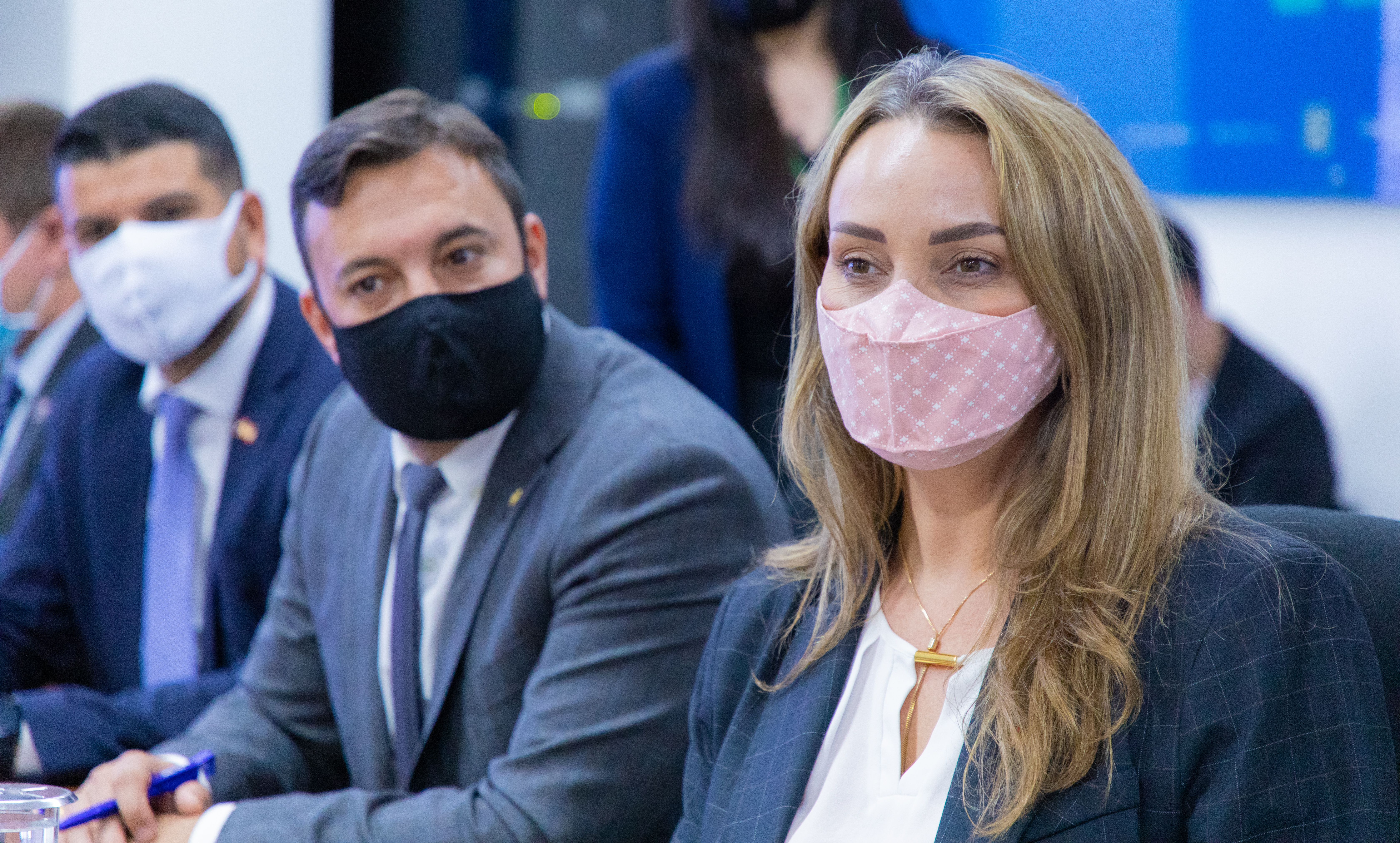
Governadora interina Daniela Reinehr (sem partido, ex-PSL) acompanhada do deputado federal catarinense, Daniel Freitas (PSL), em reunião junto ao Ministro da Ciência e Tecnologia, Marcos Pontes (PSL-SP).

Acontece que, mesmo assim, em março de 2021, foi aprovado o segundo pedido de impeachment contra a compra dos respiradores com dispensa de licitação. Dessa vez, foram os desembargadores do TJSC que votaram pelo prosseguimento do feito, ao passo que os deputados Marcos Vieira (PSDB), José Milton Scheffer (PP), Valdir Cobalchini (MDB) e Fabiano da Luz (PT) votaram contra o impedimento. Laércio Schuster (PSB) foi o único parlamentar favorável ao afastamento de Moisés.
Pela segunda vez, a vice-governadora Daniela Reinehr (sem partido) assume interinamente o governo do estado, mas desta vez, por ser mais alinhada ao presidente da República, estava mais determinada a articular a concretização do impeachment. Assim, Reinehr anuncia uma série de substituições no governo, como a troca do secretário da saúde André Motta pela deputada federal Carmen Zanotto (CDN). Também apeou dos seus cargos os secretários Lucas Esmeraldino, Paulo Eli, Luciano Buligon e Eron Giordano, mas manteve os deputados Vampiro e Altair Silva (PP).
Em maio de 2021, o afastamento definitivo do governador foi recusado pelo Tribunal Especial do Impeachment, sendo o deputado Schuster o único parlamentar que reiterou sua oposição ao governador em sede de impedimento. Novamente reintegrado ao cargo, Carlos Moisés reinstitui todos os secretários que haviam sido afastados por Daniela Reinehr.

### Vacinação e Plano 1000
Superando a série de escândalos e a instabilidade política que marcaram o seu governo até a sua volta definitiva em 2021, Carlos Moisés concentrou-se na gestão da vacinação em Santa Catarina, inclusive conseguindo controlar a infecção do coronavírus até novembro de 2021, quando se tornou possível flexibilizar o uso das máscaras em locais abertos. No mesmo ano, deixou definitivamente o Partido Social Liberal, sendo cortejado por diversas agremiações no estado.

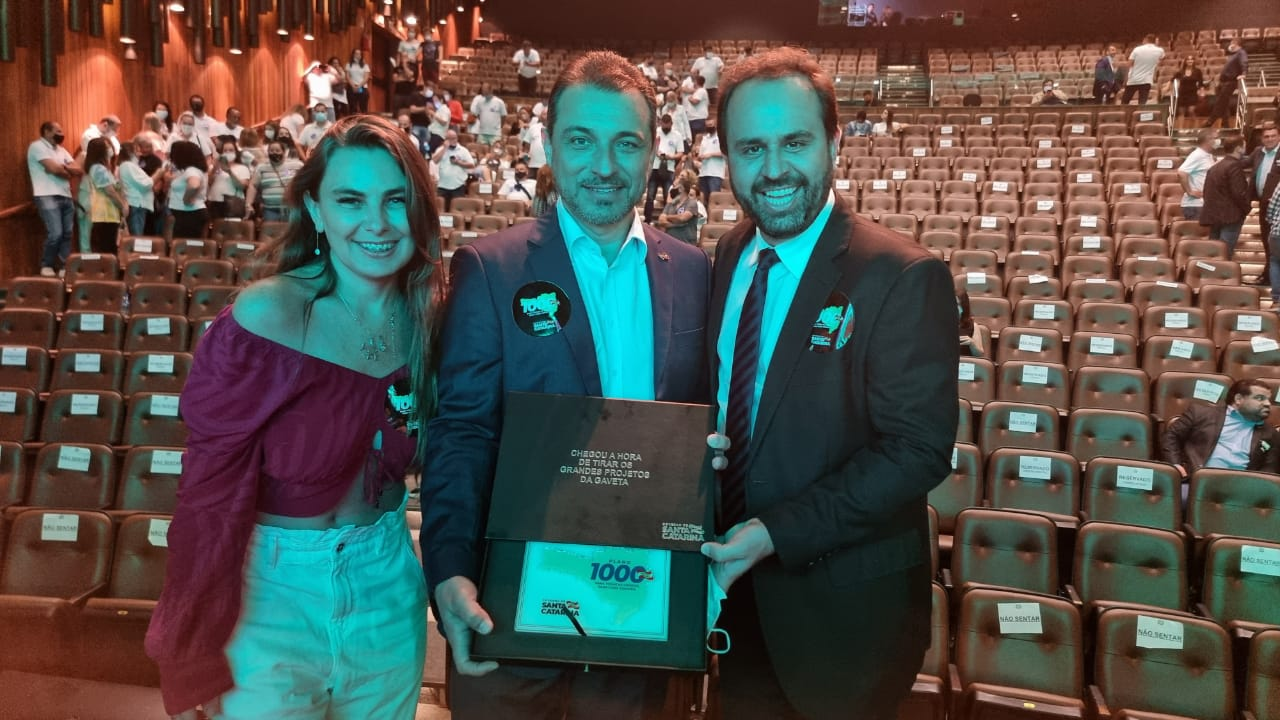
O governador junto à sua líder na ALESC, deputada Ana Paula da Silva (ex-PDT), e o prefeito de Bombinhas, Paulo Dalago Muller (DEM) no lançamento do Plano 1.000 em dezembro de 2021.

Até o fim de 2021, começou a gestão Moisés a trabalhar no chamado Plano 1000, por meio do qual o estado financiaria obras estruturantes em diversos municípios de Santa Catarina, distribuindo o equivalente a R$ 1.000,00 em receitas para os prefeitos por cada habitante da sua comuna. O principal objetivo do projeto era garantir a execução das obras e a aprovação dos projetos, e evitar que eles fiquem travados. Inicialmente, a ideia era atender as 30 maiores cidades, mas o governo aumentou a capilaridade do repasse para as 50 com mais população.
Em outubro de 2021, o governo anunciou um novo plano de carreira para os professores da rede estadual de ensino. Com o novo plano, o governo comprometeu cerca de R$ 1 bilhão em investimentos na valorização da categoria, elevando sua remuneração final a R$ 11.000 reais, para estimular que os professores da rede pública prossigam aos diplomas de mestrado e doutorado.
O Plano 1000 foi criticado por adversários de Carlos Moisés, como o ex-governador do estado Raimundo Colombo(PSD), que considerou o projeto símbolo de uma "politicagem nojenta", por haver “um excesso de agressividade do governo na troca de convênios e recursos públicos com objetivo claramente eleitoral”. Sem embargo, por lhe ser reputada uma vocação municipalista, o Plano 1000 reforçou a aproximação de Carlos Moisés com o MDB, que já vinha se desenhando desde 2020.
Quanto à sua reeleição em 2022, embora Moisés estivesse sem partido até março, com a entrada do grupo político de deputada Ana Paula, sua aliada, no Podemos e a sua ligação com o MDB, elementos do governo começaram a articular uma aliança envolvendo estes partidos – que seria resolvida com a filiação do governador a algum deles. No entanto, no Podemos encontrou Moisés a oposição de um grupo liderado por Paulo Bornhausen e, no MDB, houve a insatisfação de um grupo que defendia a candidatura própria de Antídio Lunelli, o prefeito de Jaraguá do Sul. Finalmente, optou Carlos Moisés pela filiação ao Republicanos.
Em 31/03/2022, o governador decretou o fim do estado de calamidade pública em Santa Catarina, que vigorava desde o início da pandemia de COVID-19.

## Desempenho em eleições
| Ano  | Eleição                    | Cargo      | Partido      | Coligação                                 | Suplente/Vice         | Votos         | %         | Resultado           |
| ---- | -------------------------- | ---------- | ------------ | ----------------------------------------- | --------------------- | ------------- | --------- | ------------------- |
| 2018 | Estadual de Santa Catarina | Governador | PSL          | —                                         | Daniela Reinehr (PSL) | 1°- 1 071 406 | 1°- 29,72 | Eleito 2º turno     |
| 2018 | Estadual de Santa Catarina | Governador | PSL          | —                                         | Daniela Reinehr (PSL) | 2°- 2 644 179 | 2°- 71,09 | Eleito 2º turno     |
| 2022 | Estadual de Santa Catarina | Governador | Republicanos | Avante, Republicanos, MDB, PSC, DC e PODE | Udo Döhler (MDB)      | 1°- 693 426   | 1°- 16,99 | Não eleito 1º turno |

## Controvérsias

### Polêmica sobre respiradores
Em meio a pandemia da COVID-19 no Brasil, uma compra realizada pelo governo de Carlos Moisés causou polêmica. A secretaria de saúde de Santa Catarina pagou 33 milhões de reais por 200 respiradores antes mesmo de sua entrega que atrasou em, pelo menos, dois meses. Chamou também atenção a velocidade que a compra foi feita, menos de 5 horas sem licitação, e o fato da empresa, sediada em Nilópolis, nunca ter atuado na fabricação desses respiradores. Com a polêmica, Moisés anunciou sindicâncias para investigar a situação e uma investigação da Polícia Civil. O Ministério Público de compras pediu a suspensão da compra de respiradores junto ao TCE.  Ao término das investigações, a Polícia Federal e o Ministério Público Federal concluíram que o governador não cometeu crime algum
O avanço nas investigações causaram a demissão de dois secretários do governo, o da saúde, Helton Zeferino, e da Casa Civil, Douglas Borba, que teria indicado a empresa para fazer a compra dos respiradores. Borba também renunciou ao seu mandato de vereador na cidade de Biguaçu.   O caso se tornou uma das justificativas de um pedido de impeachment protocolado por, entre outros, os deputados estaduais Ana Campagnolo (PSL) e Maurício Eskudlark (PL), ex-líder do governo na Assembleia Legislativa de Santa Catarina.  A polêmica também foi investigada por uma Comissão Parlamentar de Inquérito na ALESC, a CPI dos Respiradores, presidida pelo deputado Sargento Lima (PSL).  O plenário da Assembleia pediu ainda o afastamento do novo secretário de saúde, André Mota Ribeiro, que também participou da polêmica compra.

##### Resultado das investigações
Após investigações, tanto a Polícia Federal quanto o Ministério Público do Estado de Santa Catarina (MPSC) constataram que não houve crime por parte de Carlos Moisés. O MPSC chegou a reconhecer que foi o próprio governador que determinou o início das investigações para apurar responsabilidades. Em abril de 2021, o Ministério Público Federal (MPF) chegou à mesma conclusão.

### Relação com a imprensa
Diante das notícias sobre as irregularidades nas compras, Carlos Moisés, em reunião com empresários, proferiu ataques à imprensa afirmando que está sendo pressionado pela mídia e pedindo aos empresários que dessem um recado aos jornais, responsabilizando-os pela cobertura ao retirar propagandas e comerciais dos veículos de comunicação.  A  Associação Catarinense de Imprensa afirmou que os jornalistas, além de se exporem a diversos riscos, ainda tem que lidar com a intolerância. A Associação Catarinense de Emissoras de Rádio e Televisão repudiou as declarações, afirmando que Carlos Moisés desconhece o papel da imprensa.
Nas redes sociais, o governador costuma enaltecer o trabalho dos jornalistas. No Twitter, em 7 de abril de 2021, ele afirmou ter "enorme respeito pelos profissionais que cumprem com rigor a tarefa de apurar e informar com responsabilidade" e disse que "imprensa livre é um dos pilares da democracia".

### Notícia falsa de deputado Jessé Lopes
O deputado estadual Jessé Lopes (PSL) afirmou em seu twitter que uma secretária do governo estaria grávida e que um teste de DNA deveria ser feito para descobrir se o pai era Carlos Moisés ou Douglas Borba. Como resultado, uma das funcionárias do governo foi exposta e desmoralizada nas redes sociais ao ter suas fotos ligadas à publicação do parlamentar.  Em nota, Moisés afirmou que a situação era lamentável, que o deputado se aproveita da pandemia para falar mentiras sobre ele e sua família e que medidas legais cabíveis seriam buscadas. Em resposta Jessé afirmou que se tratava de uma analogia em relação às investigações e apagou a publicação a fim de impedir outras interpretações para o texto. 

### Festa na pandemia
Em meio a pandemia de COVID-19 no Brasil, Carlos Moisés foi flagrado sem máscara e em meio a uma aglomeração em uma festa junina realizada em um hotel no Vale do Itajaí, descumprindo, dessa forma, normas publicadas por seu próprio governo. O governador afirmou, posteriormente, que o momento foi um deslize e que a cena foi infeliz, mas que as normas de segurança foram observadas tanto por ele, quanto pelo hotel. Uma denúncia, feita pelo deputado estadual Jessé Lopes, foi encaminhada para a PGR. A Polícia Civil de Santa Catarina também investiga o caso. 